# Sandfortbach
Der Sanfortbachⓘ, fälschlicherweise auf Grund seiner Nähe zum Sandort auch als Sandortbach bezeichnet, ist ein etwa 3,5 km langer rechter Nebenfluss der Hessel im nordrhein-westfälischen Peckeloh, einem Ortsteil der Stadt Versmold. Er fließt durch die Siedlung Sandort, dessen Namensgeber er ist.